# Karienga
Karienga (ros. Каренга) – rzeka w Rosji, w obwodzie czytyjskim.

## Charakterystyka
Jest prawym dopływem Witimu i posiada długość 366 km oraz powierzchnię dorzecza 10 100 km². Źródła w Górach Jabłonowych. Płynie w kierunku północno-wschodnim głęboką doliną pomiędzy Górami Jabłonowymi a Górami Czerskiego. Uchodzi do Witimu koło miejscowości Ust'-Karienga. Zamarza od listopada do kwietnia. Zasilanie głównie deszczowe. Nad rzeką odkryto w 1982 liczne jaskinie.

## Miejscowości
Nad rzeką znajdują się tylko trzy osiedla. Największym z nich jest Ust'-Karienga, położona przy ujściu.